# جيف ديكسون
جيف ديكسون (بالإنجليزية: Geoff Dixon)‏ هو مسير أعمال أسترالي، ولد في 1939 في واجا واجا في أستراليا.